# Digli di no
Digli di no è un album solista registrato dal rapper Kiave, membro della crew Migliori Colori, pubblicato nel 2007.

## Tracce
1. Digli di no – 3:08
2. 7 respiri – 2:55
3. Qualcosa cambierà (feat. Ghemon e Franco Negrè) – 4:26
4. Cerco (feat. Hyst) – 4:45
5. Digli di no (strumentale) – 2:55
6. 7 respiri (strumentale) – 2:56
7. Qualcosa cambierà (remix strumentale) – 3:51
8. Cerco (remix strumentale) – 4:48